# José Kessels
José Kessels (Heerlen, Países Bajos, 31 de octubre de 1856 - Santa Ana, El Salvador, 10 de febrero de 1928) era un músico y compositor holandés radicado en El Salvador. Es conocido por ser el maestro de varios compositores salvadoreños.

## Biografía
Nació en Heerlen, provincia de Limburgo, Países Bajos en el 31 de octubre de 1856 con el nombre Pieter Jozef Frans Kessels, era hijo de Pieter Jozef Kessels y Maria Catharina Wetzels.
En El Salvador se casó con la señora Concepción Morán de la ciudad de Santa Ana, originaria de Chalchuapa. Sus hijos gemelos José Armando y Mariano Edmundo nacieron en el 1 de septiembre de 1904 en el Barrio San Sebastián de Santa Ana; su hija Milta Yolanda nació en el 14 de mayo de 1906 en el Barrio Santa Cruz; su segunda hija Irma Gabriela nació en el 28 de abril de 1908 en el Barrio Santa Bárbara; su tercer hijo Edgardo Aroldo Kessels nació en el 21 de abril de 1910; su cuarto hijo Mario Aroldo nació el 1 de mayo de 1912 en el Barrio Santa Cruz.
A partir de 1896 sería director de la banda militar de Santa Ana (qué tocaba en el quiosco del parque Libertad de esa población), la cual llegaría a ser reconocida como la segunda banda más importante del país); y como nuevos integrantes de esa banda, escogería en 1897, a los mejores alumnos de la escuela de música dirigida por los maestros Daniel González y Pío Paredes González, entre los cuales estaban: Filadelfo Mirón, Miguel Menéndez, Antonio Sánchez, Joaquín Alvarado, y David Granadino. Por otro lado, también sería maestro de composición de Granadino y de Ciriaco de Jesús Alas.
En el 4 de octubre de 1913 en la villa de Concepción de Ataco fue fundada la Sociedad Musical Kessels que llevó su apellido; el objeto de la sociedad era "promover su propio adelanto en el arte musical" por medio del establecimiento de "estudios bajo la dirección de un profesor competente".
Fallecería en Santa Ana el 10 de febrero de 1928; fue sepultado en el Cementerio General Santa Isabel.